# Ion Areitio
Ion Areitio Agirre (Fuenterrabía, 27 de noviembre de 1992) es un deportista español que compite en ciclismo en la modalidad de trials.
Ganó cinco medallas en el Campeonato Mundial de Ciclismo de Montaña entre los años 2016 y 2019, y tres medallas en el Campeonato Europeo de Ciclismo de Montaña entre los años 2012 y 2018.

## Palmarés internacional
| Campeonato Mundial | Campeonato Mundial    | Campeonato Mundial | Campeonato Mundial |
| Año                | Lugar                 | Medalla            | Competición        |
| ------------------ | --------------------- | ------------------ | ------------------ |
| 2016               | Val di Sole ( Italia) | Medalla de bronce  | Trials 20″         |
| 2017               | Chengdu ( China)      | Medalla de bronce  | Trials 20″         |
| 2018               | Chengdu ( China)      | Medalla de oro     | Equipo mixto       |
| 2018               | Chengdu ( China)      | Medalla de plata   | Trials 20″         |
| 2019               | Chengdu ( China)      | Medalla de bronce  | Trials 20″         |
| Campeonato Europeo |                       |                    |                    |
| Año                | Lugar                 | Medalla            | Competición        |
| 2012               | Weilrod ( Alemania)   | Medalla de bronce  | Trials 20″         |
| 2013               | Berna ( Suiza)        | Medalla de plata   | Trials 20″         |
| 2018               | Moudon ( Suiza)       | Medalla de oro     | Trials 20″         |